# Sebastià Campos i Terré
Sebastià Campos i Terré (Tarragona, Tarragonès, 23 de gener de 1911 - Barcelona, 5 de juliol de 1939), fou un periodista tortosí.
A partir de 1933 fou director del diari tortosí El Pueblo, a proposta del ministre republicà Marcel·lí Domingo i Sanjuan. Ho fou fins al 4 de maig de 1936, quan marxa a Madrid per a esdevenir secretari de Domingo al Ministeri d’Instrucció Pública. També fou militar durant la Guerra civil espanyola, i visqué l'esclat de la guerra a Madrid. Va ser empresonat al vaixell Manuel Arnús, al port de Tarragona, pel govern republicà de dretes, arran dels fets del Sis d’Octubre del 1934.
El 31 de desembre de 1936 es casava a Tortosa amb Irene Turón Domènech, amb qui mesos després tindria una filla, Victòria Campos Turón. No obstant això, els últims mesos de la Guerra Civil es tornà a casar a Barcelona amb Magdalena González Català. Fou detingut a Barcelona el 10 de març de 1939, a causa d'una denúncia del també soldat tortosí Antonio Faura Mayor. Durant el procés judicial, el 13 d'abril de 1939 declarà contra ell el folklorista tortosí Joan Moreira i Ramos. Arran d'aquesta i altres denúncies i altres informes policials i de Falange, Campos va restar quatre mesos tancat a la presó Model, sense cap aval possible per a salvar-li la vida.
Durant el consell de guerra, una de les acusacions que pesaven sobre Campos Terré era haver escrit el llibre El 6 d’Octubre a les Comarques. La sentència es va complir el 5 de juliol del 1939, dia en què fou afusellat al Camp de la Bóta. El cos de Campos Terré va ser llençat des d’una vagoneta a la fossa comuna de la Pedrera, al cementiri de Montjuïc.